# كريستوفر س. فينل
كريستوفر س. فينل (بالإنجليزية: Christopher C. Fennell) هو عالم إنسان أمريكي، ولد في 1964.